# Championnat de Bulgarie de football 1937-1938
Navigation
Saison précédente Saison suivante
La saison 1937-1938 du Championnat de Bulgarie de football était la 14e édition du championnat de première division en Bulgarie. C'est la toute première édition du championnat qui se déroule sous forme d'une poule unique de dix équipes qui s'affrontent en matchs aller et retour sur toute la saison. À la fin de la compétition, les deux derniers du classement sont relégués et remplacés par les deux meilleurs clubs de deuxième division.
Initialement prévue pour accueillir 8 équipes (3 équipes de Sofia, 2 équipes de Varna et la meilleure équipe de Ruse, Plovdiv et Primorsko, ce nombre est revu à la hausse à la suite de la décision de la fédération de ne pas engager le Chernomorets Burgas à cause de la médiocrité de la pelouse de son stade... Sous la pression populaire, la fédération revient sur sa décision et augmente le nombre de participants en autorisant Sofia à aligner un 4e club ainsi que le meilleur club de Yambol.

## Les 10 clubs participants
| - PFK Levski Sofia - PFC Slavia Sofia - Ticha Varna - Levski Ruse - Shipka Sofia - SK Vladislav Varna - Georgi Drazhev Yambol - Chernomorets Burgas - Botev Plovdiv - FK 13 Sofia |

## Compétition

### Classement
Le barème de points utilisé pour établir le classement est le suivant :
- victoire : 2 points
- match nul : 1 point
- défaite : 0 point

| Rang | Équipe                | Pts | J  | G | N | P  | Bp | Bc | Diff |
| ---- | --------------------- | --- | -- | - | - | -- | -- | -- | ---- |
| 1    | Ticha Varna           | 25  | 18 | 9 | 7 | 2  | 26 | 17 | +9   |
| 2    | SK Vladislav Varna    | 22  | 18 | 8 | 6 | 4  | 42 | 20 | +22  |
| 3    | Shipka Sofia          | 22  | 18 | 8 | 6 | 4  | 33 | 21 | +12  |
| 4    | FK 13 Sofia C         | 20  | 18 | 8 | 4 | 6  | 31 | 30 | +1   |
| 5    | PFC Slavia Sofia      | 20  | 18 | 8 | 4 | 6  | 30 | 30 | 0    |
| 6    | Levski Ruse           | 19  | 18 | 7 | 5 | 6  | 27 | 23 | +4   |
| 7    | PFK Levski Sofia T    | 18  | 18 | 7 | 4 | 7  | 30 | 26 | +4   |
| 8    | Chernomorets Burgas   | 12  | 18 | 4 | 4 | 10 | 30 | 40 | -10  |
| 9    | Botev Plovdiv         | 12  | 18 | 5 | 2 | 11 | 28 | 44 | -16  |
| 10   | Georgi Drazhev Yambol | 10  | 18 | 3 | 4 | 11 | 18 | 44 | -26  |

|  | Vainqueur du championnat de Bulgarie 1937-1938                                           |
|  | T : Tenant du titre C : Vainqueur de la Coupe de Bulgarie P : Promu de deuxième division |

## Bilan de la saison
| Championnat de Bulgarie de football 1937-1938 |                        |
| Champion                                      | Ticha Varna (2e titre) |
| Coupes et trophées                            |                        |
| Vainqueur de la Coupe de Bulgarie 1937-1938   | FK 13 Sofia            |
| Promotions et relégations                     |                        |
| Promus en A PFL                               | AS 23 Sofia            |
| Promus en A PFL                               | Sportsclub Plovdiv     |
| Relégués en B PFL                             | Botev Plovdiv          |
| Relégués en B PFL                             | Georgi Drazhev Yambol  |